# Christine Larson-Mason
Christine „Chris“ Larson-Mason, auch Christine Larson Mason, (* 21. Mai 1956 in Darby, Pennsylvania) ist eine ehemalige Hockey-Spielerin aus den Vereinigten Staaten. Sie gewann 1984 eine olympische Bronzemedaille.

## Leben
Christine Larson-Mason war Mitglied der Damen-Hockeynationalmannschaft der Vereinigten Staaten bei den Olympischen Spielen 1984 in Los Angeles. Dort trafen in der Gruppenphase alle sechs teilnehmenden Teams aufeinander. Es siegten die Niederländerinnen vor den Deutschen. Dahinter lagen die Mannschaft der Vereinigten Staaten, die Australierinnen und die Kanadierinnen punktgleich. Während die Kanadierinnen ein negatives Torverhältnis hatten, lagen auch hier das US-Team und die Australierinnen gleichauf. Die beiden Teams trugen deshalb 15 Minuten nach dem Ende des letzten Spiels ein Siebenmeterschießen um die Bronzemedaille aus, das die Amerikanerinnen mit 10:5 gewannen. Christine Larson-Mason verwandelte wie alle Schützinnen ihrer Mannschaft beide Siebenmeter.
Christine Larson-Mason studierte an der Pennsylvania State University und spielte dort Hockey, Lacrosse und Basketball. Ab 1976 gehörte sie zur Hockey-Nationalmannschaft der Vereinigten Staaten. Nach ihrer Graduierung 1978 wurde sie Trainerin für Hockey und Lacrosse an der Boston University. Dort trainierte sie gemeinsam mit Leslie Milne, die am Williams College studierte. Später war Larson-Mason 30 Jahre lang Trainerin für Lacrosse und Hockey am Williams College.